# 克里夫春卡
49°13′59″N 29°57′25″E / 49.23306°N 29.95694°E
克里夫春卡，又译克雷夫春卡是位於烏克蘭中部的村莊，由切爾卡瑟州烏曼區的扎什基夫市鎮負責管轄。該村面積30.38平方公里，海拔高度245米，2001年該城鎮人口802。
在苏德战争期间，该村共有640人参战，其中201人战死。1961年在村庄设立了纪念碑。

## 图集

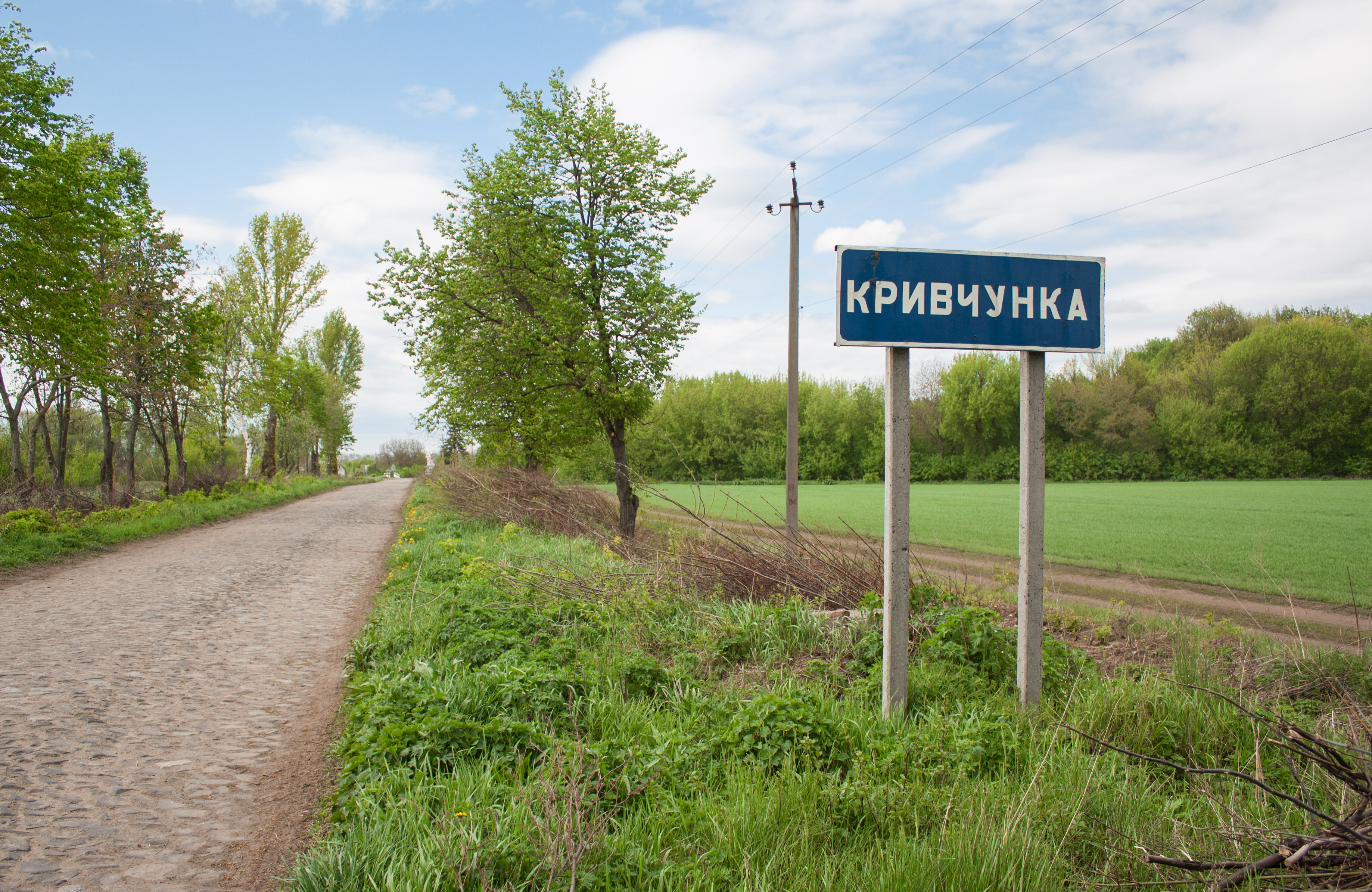
村口的路牌
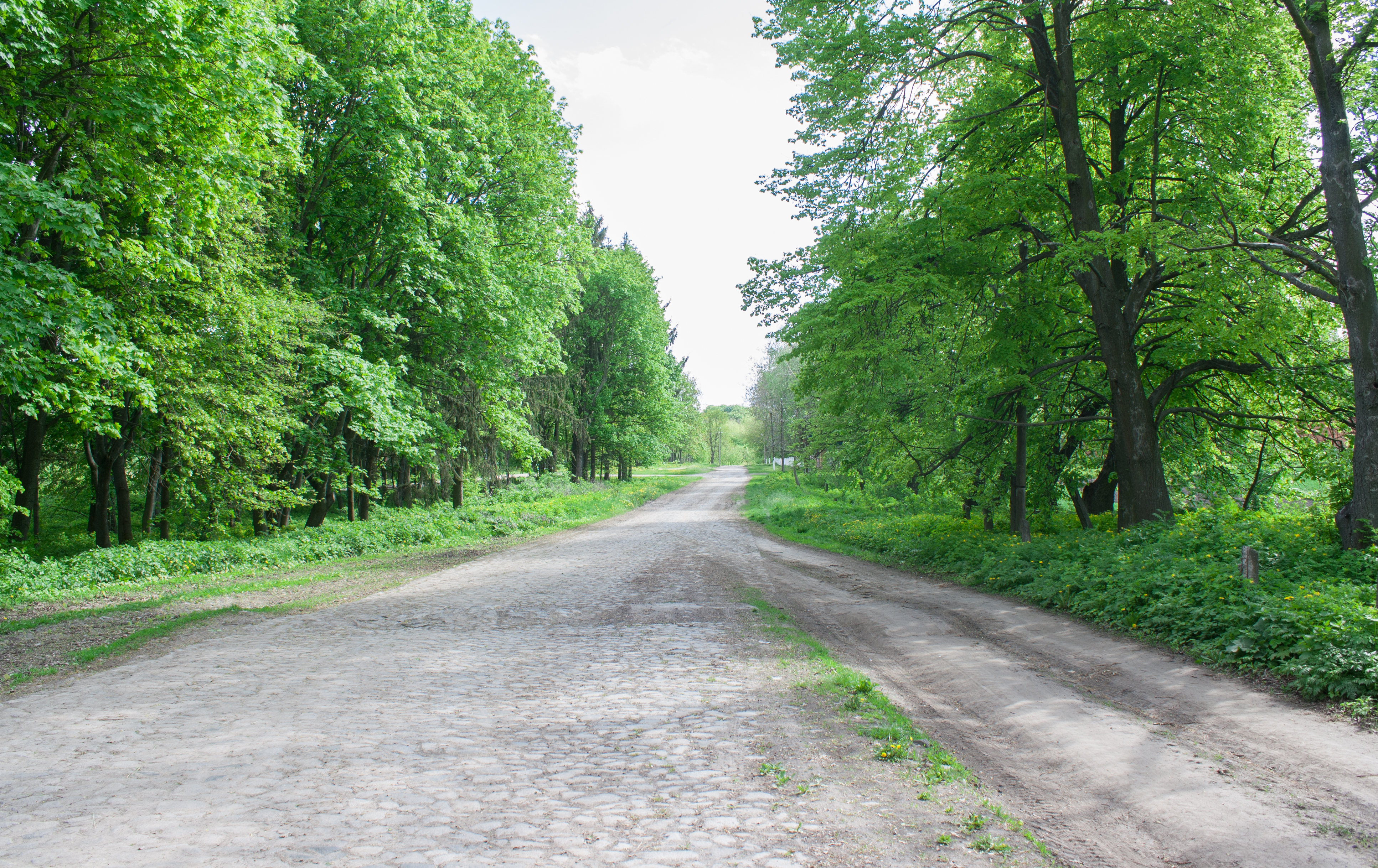
列瓦达大街（以本地出生的剧作家亚历山大·列瓦达（烏克蘭語：Левада Олександр Степанович）命名）
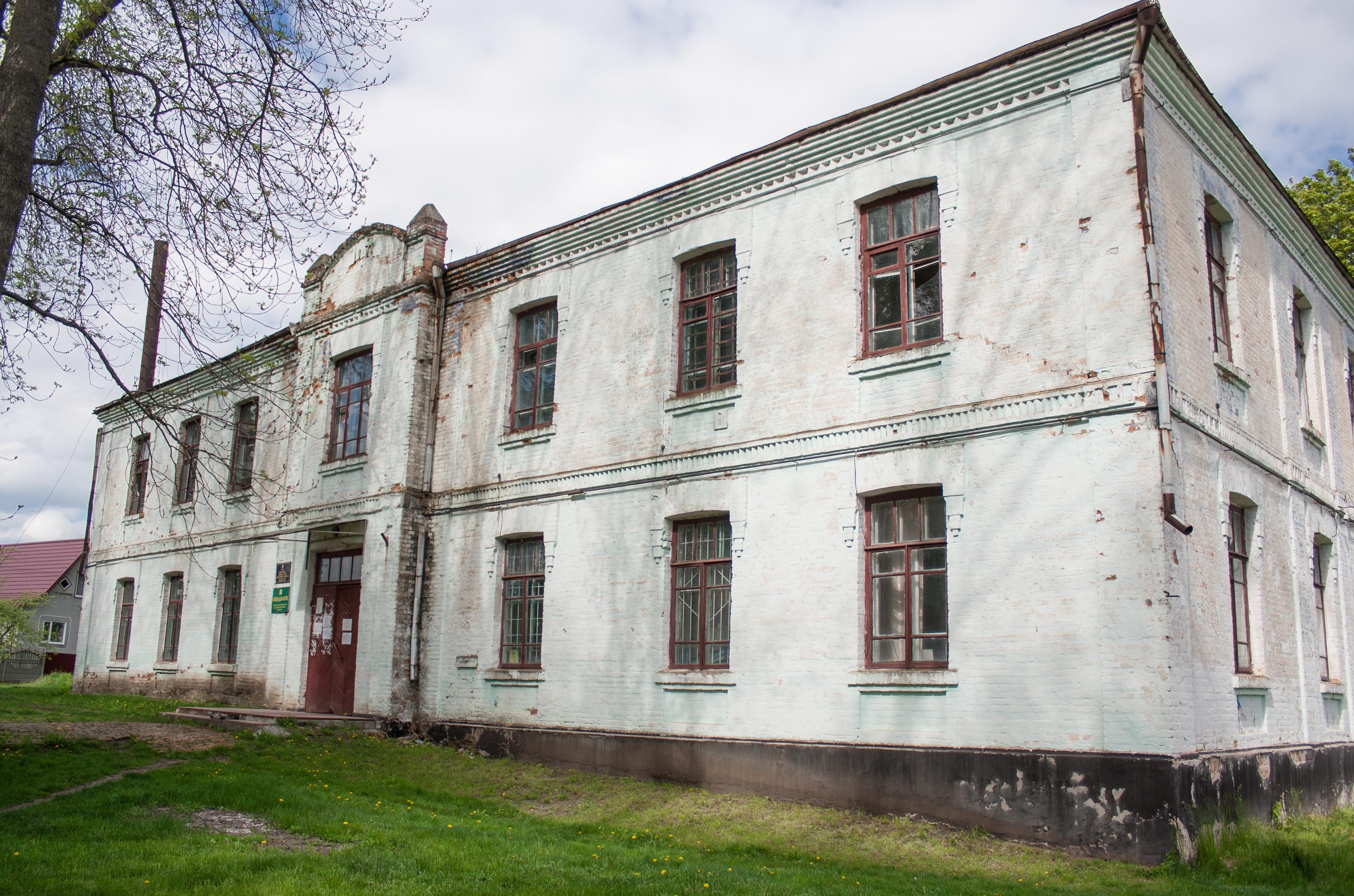
村议会
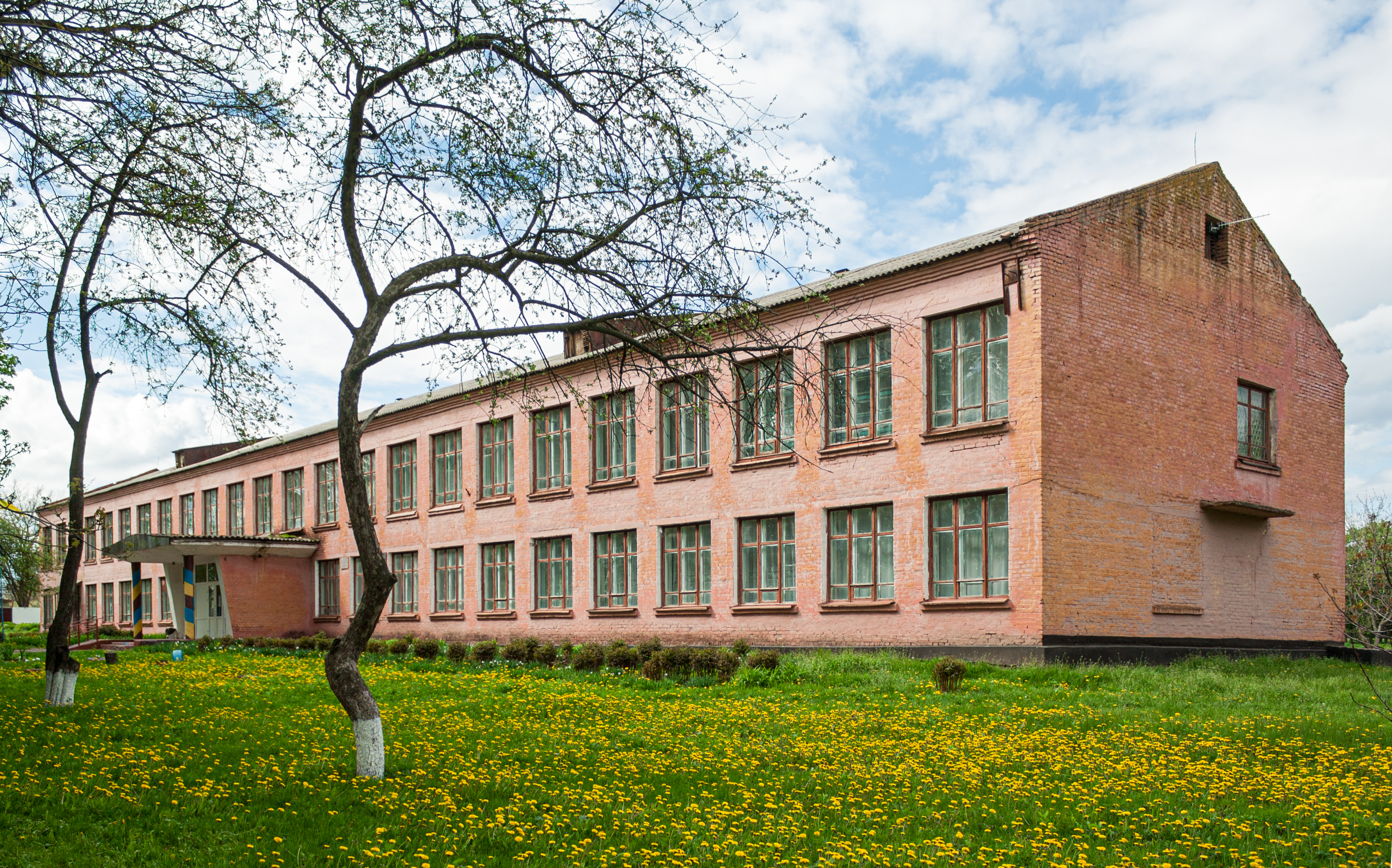
学校
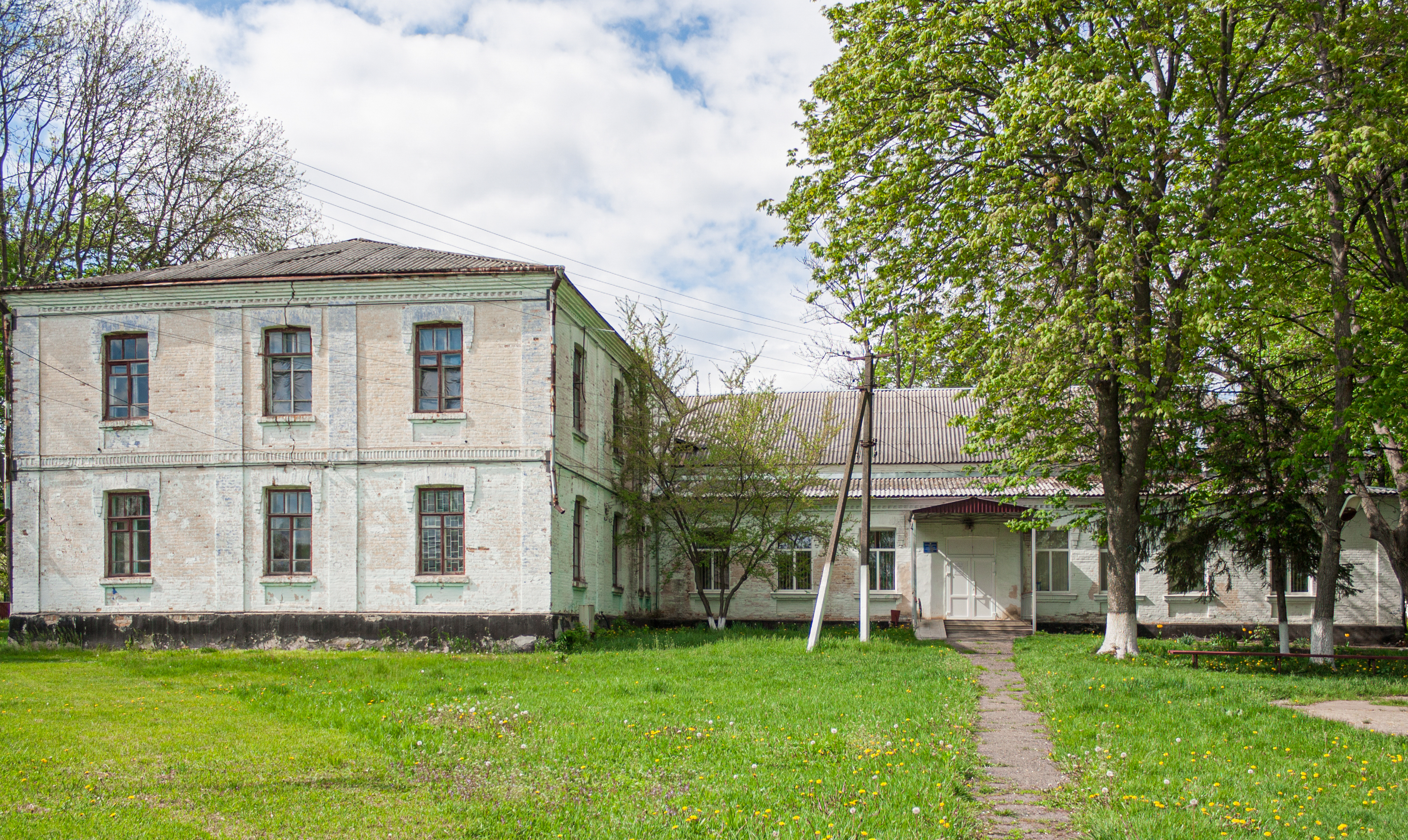
“文化之家”（Будинок культури）
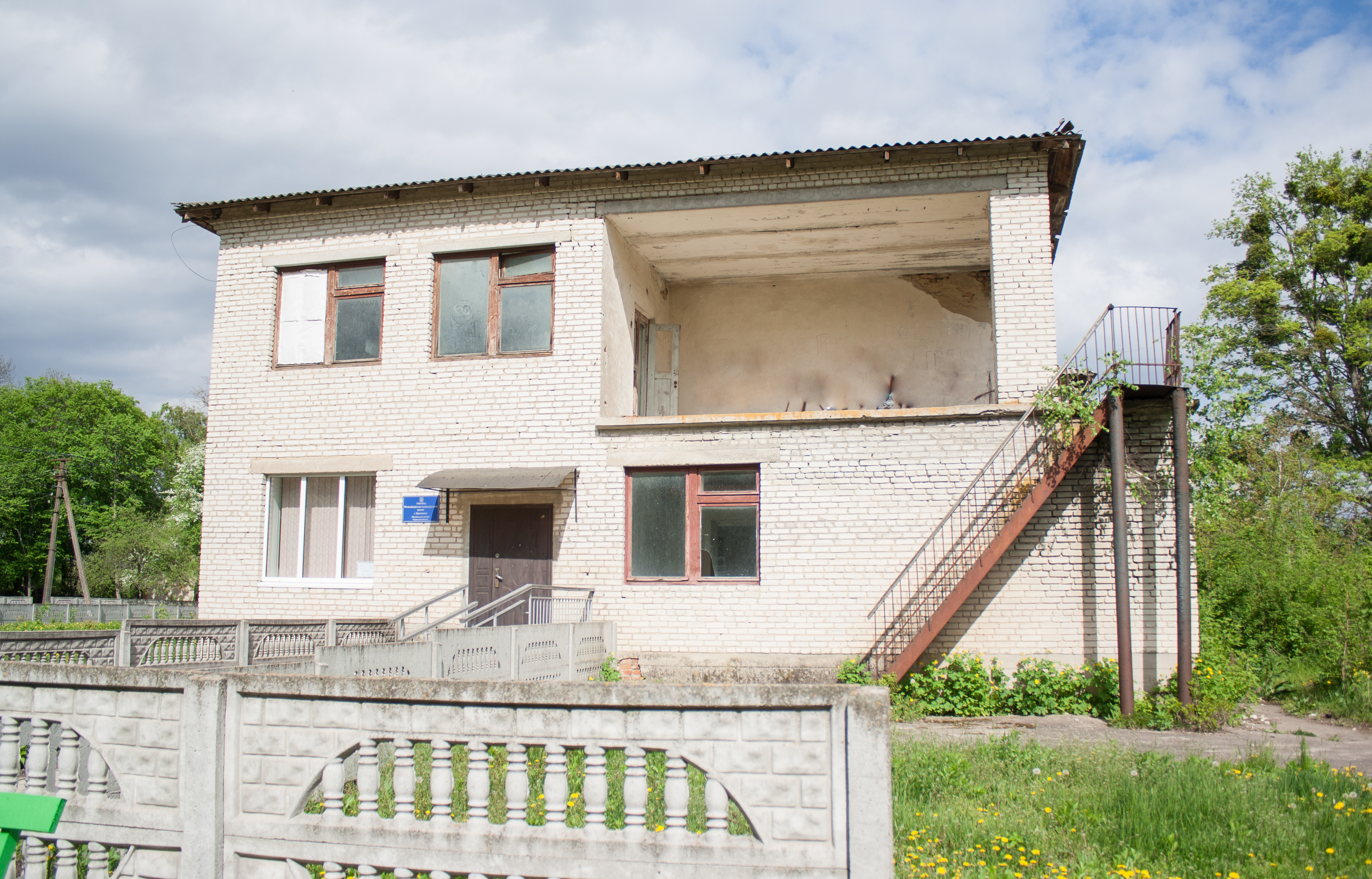
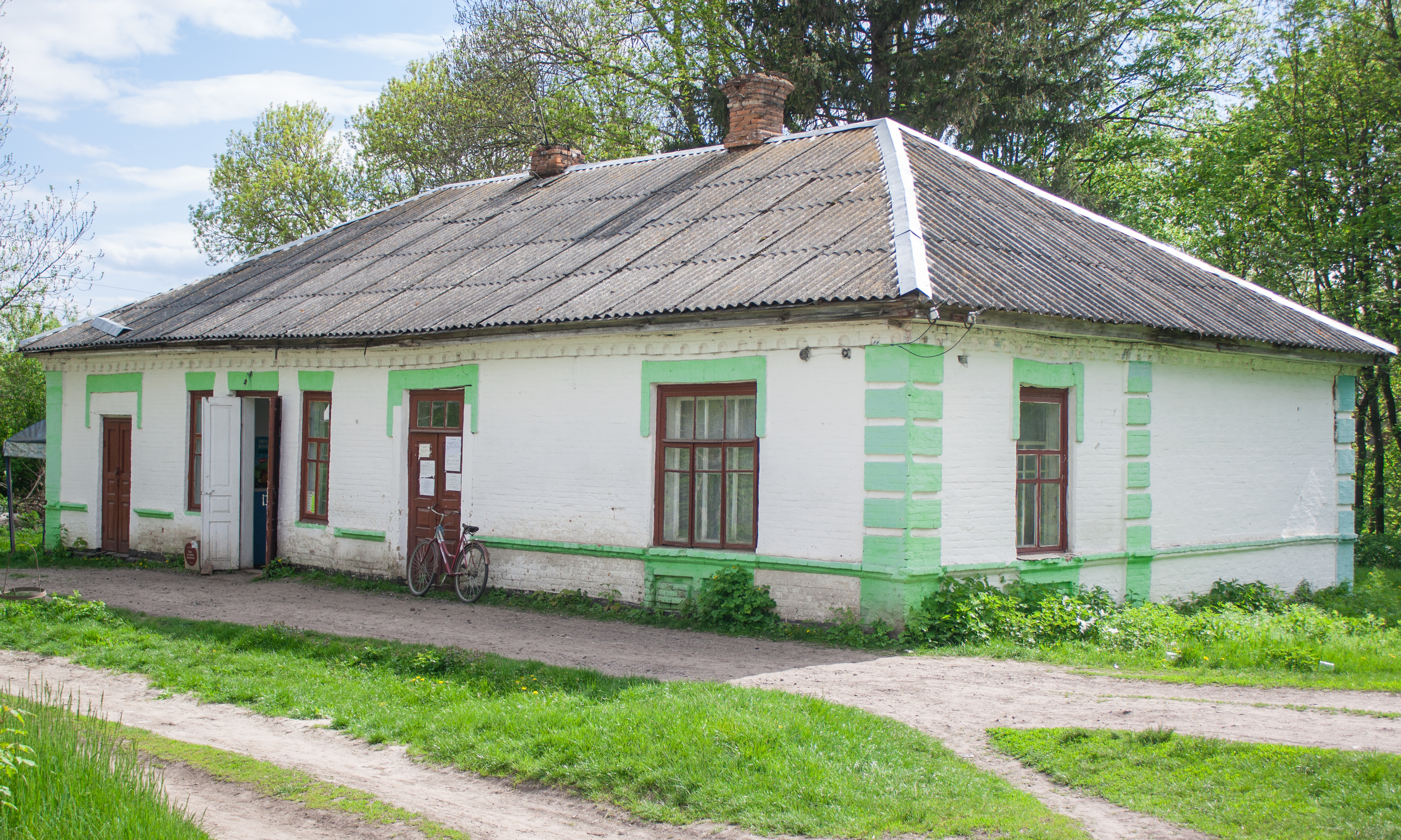
店铺
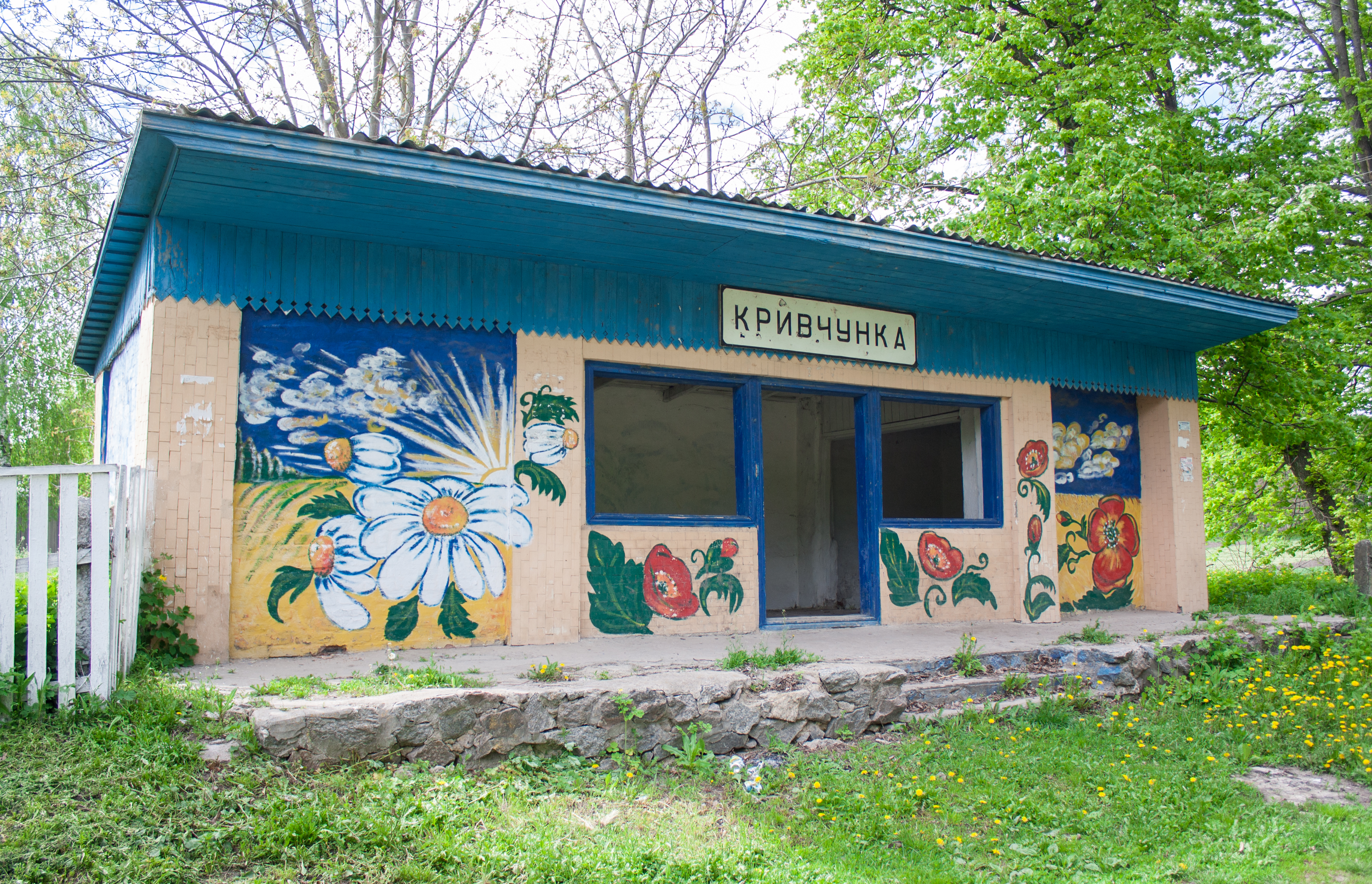
公共汽车站
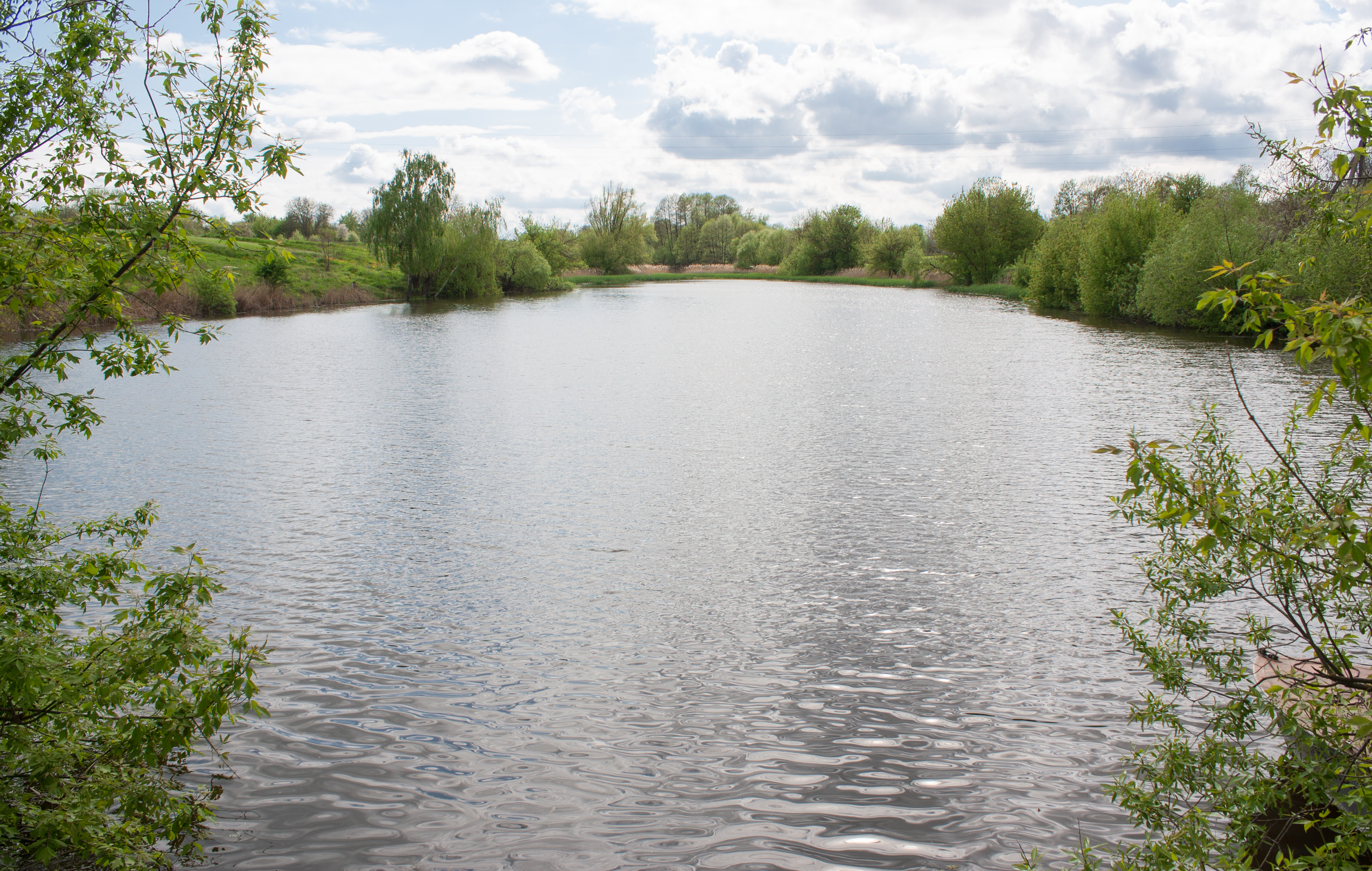
莫洛奇纳河在村口流过
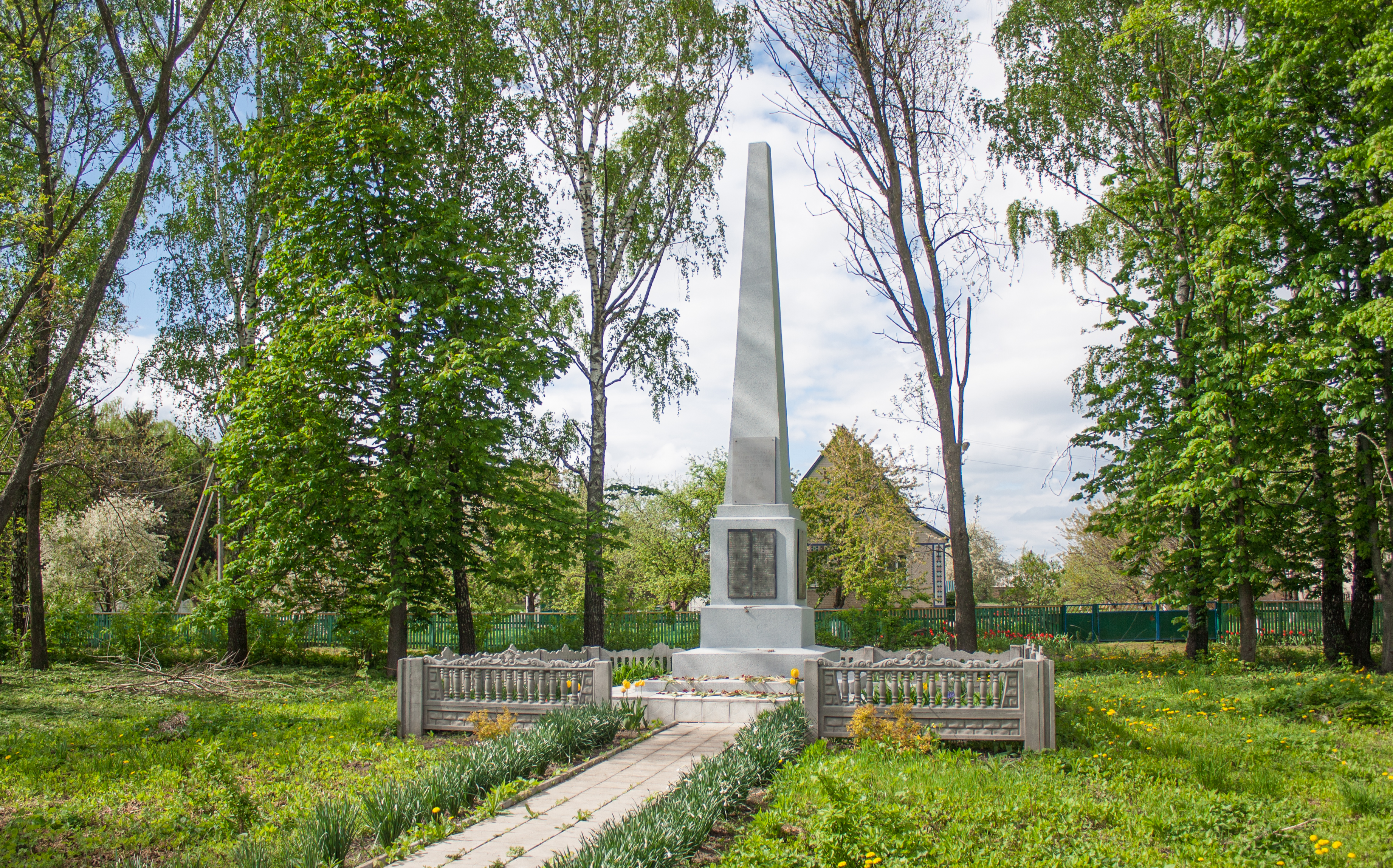
卫国战争纪念碑
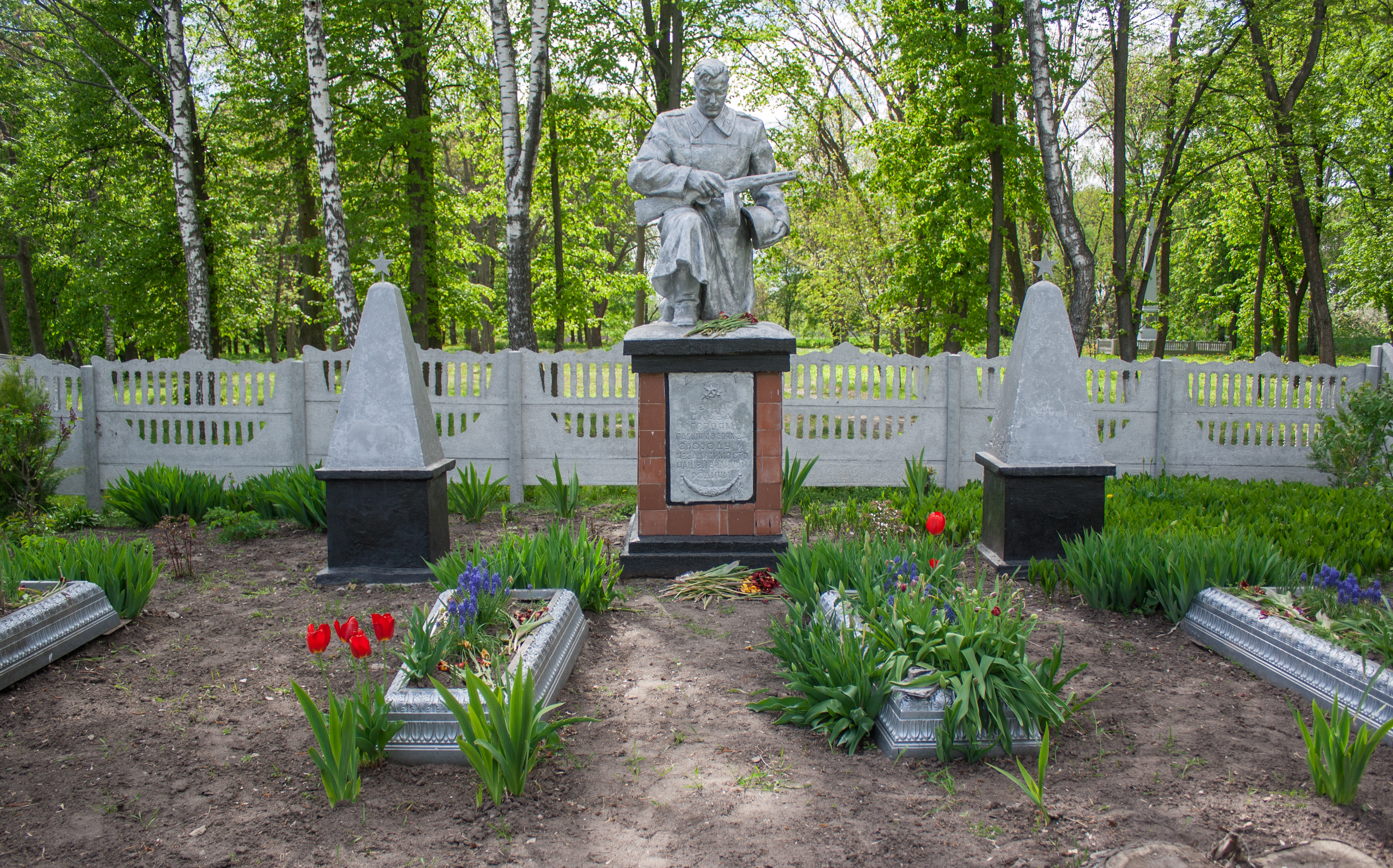
苏军烈士墓